# Damian Hardung
Damian Hardung (Colonia, 7 de septiembre de 1998) es un actor alemán, conocido por sus papeles protagónicos de Daniel Riffert en la serie de Netflix How to Sell Drugs Online (Fast) y de James Beaufort en el drama romántico de Prime Video, Maxton Hall.

## Biografía
Nació en la ciudad de Colonia el 7 de septiembre de 1998. Durante su adolescencia formó parte de la academia juvenil del SC Fortuna Colonia. A los 14 años viajó a Nueva York con una beca para estudiantes superdotados. En 2016 se graduó del Humboldt-Gymnasium del distrito Südstadt, y posteriormente estudió medicina y actuación.

## Carrera

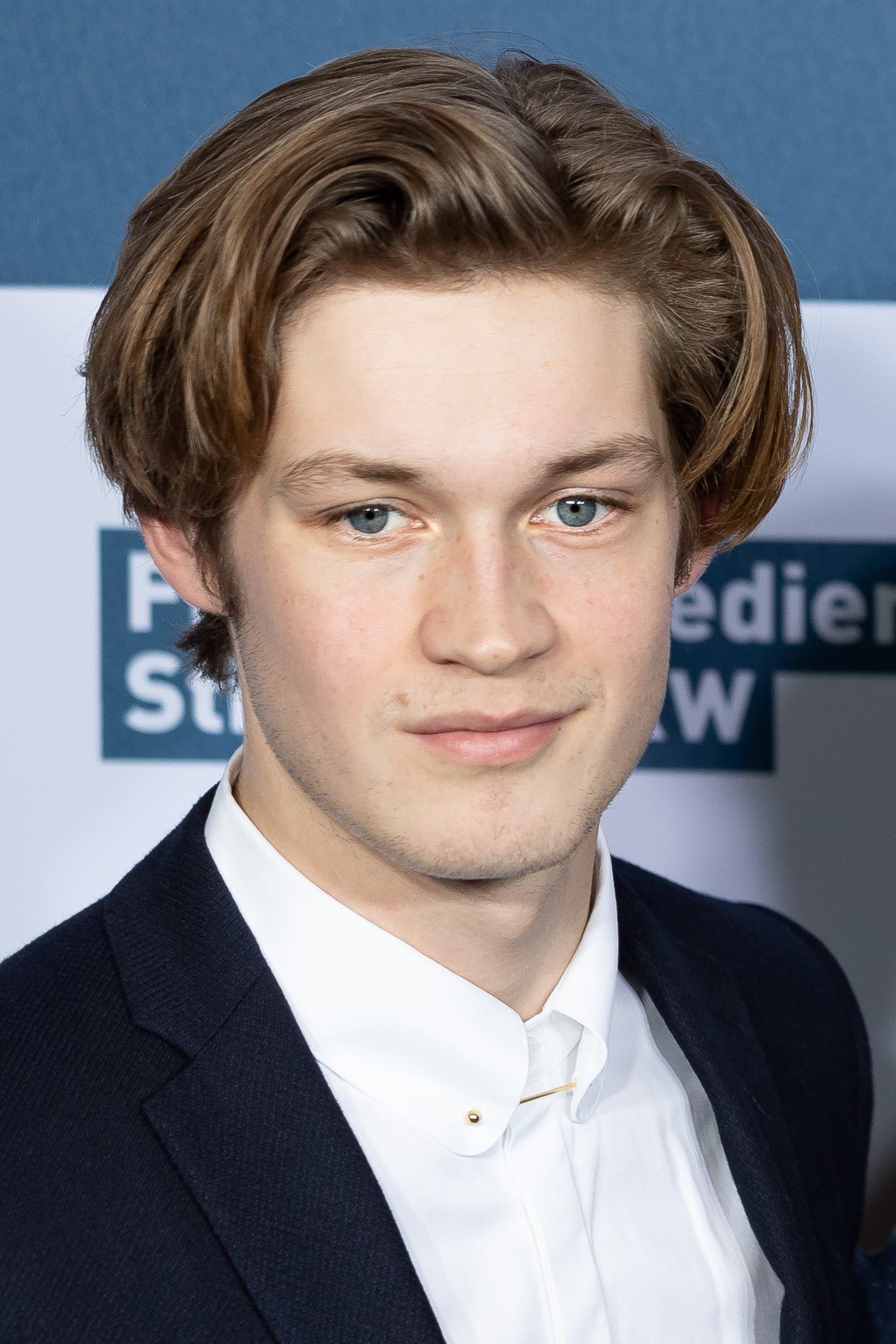
Hardung en el Festival Internacional de Cine de Berlín de 2019

Hardung hizo su debut como actor a la edad de doce años, al participar de algunos cortometrajes como Der Magische Umhang y Die Könige der Straße. Siguieron más apariciones en pantalla en Transpapa, Unter Frauen y Die Holzbaronin. Tuvo su primer papel protagónico interpretando a Thomas en Clara y el secreto de los osos de 2013.
Entre 2015 y 2017 interpretó a Jonas Neumann en las tres temporadas de la serie de televisión de VOX Club der roten Bänder. A esto le siguió un papel principal en la película de 2018 Das schönste Mädchen der Welt, una adaptación de comedia alemana moderna de la obra teatral Cyrano de Bergerac. También apareció en la serie de invasión alienígena Spides.
En marzo de 2019, protagonizó la miniserie ítalo-alemana de RAI, Der Name der Rose, interpretando el papel de Adso, junto a Rupert Everett y John Turturro. Ese mismo año, coprotagonizó la serie dramática juvenil de Netflix, How to Sell Drugs Online (Fast), interpretando a Daniel Riffert. Repitió el papel en la película derivada de 2022, Buba.
En 2023 interpretó a Winnie Wolf en la serie de televisión Our Wonderful Years. Ese año fue anunciado como protagonista del drama juvenil Maxton Hall – Die Welt zwischen uns, adaptación de la saga de libros de Mona Kasten, Save Me. La serie, estrenada en mayo de 2024 en Prime Video, se convirtió en la producción de habla no inglesa más vista de la plataforma. Fue renovada para una segunda temporada, prevista a estrenarse a finales de 2025.

## Filmografía

### Cine
| Año  | Título                            | Personaje      | Director            |
| ---- | --------------------------------- | -------------- | ------------------- |
| 2012 | Clara und das Geheimnis der Bären | Thomas         | Tobias Ineichen     |
| 2012 | Online – Ma fille en danger       | Lars           | Oliver Dommenget    |
| 2012 | Unter Frauen                      | Alexander      | Hansjörg Thurn      |
| 2012 | Transpapa                         | Christopher    | Sarah-Judith Mettke |
| 2018 | Club der roten Bänder - Der Film  | Jonas Neumann  | Felix Binder        |
| 2018 | Das schönste Mädchen der Welt     | Rick           | Aron Lehmann        |
| 2019 | Auerhaus                          | Höppner        | Neele Vollmar       |
| 2021 | Krigsseileren                     | Hans           | Gunnar Vikene       |
| 2023 | Stella                            | Manfred Kübler | Kilian Riedhof      |

### Televisión
| Año           | Título                          | Personaje               | Notas                    |
| ------------- | ------------------------------- | ----------------------- | ------------------------ |
| 2015–2017     | Club der roten Bänder           | Jonas Neumann           |                          |
| 2016          | SOKO Stuttgart                  | David Engstrom          | 1 episodio               |
| 2019          | Der Name der Rose               | Adso de Melk            | Elenco principal         |
| 2019–2025     | How to Sell Drugs Online (Fast) | Daniel Riffert          | Elenco principal         |
| 2020          | Spides                          | Alexander               | Elenco principal         |
| 2020–2023     | Unsere wunderbaren Jahre        | Winne Winfried Wolf     | Elenco secundario        |
| 2023          | Gestern waren wir noch Kinder   | Peter Klettmann (joven) | Elenco principal         |
| 2024          | Pauline                         | Samuel                  | 2 episodios              |
| 2024          | Love Sucks                      | Ben                     | Elenco principal         |
| 2024          | Bis zur Wahrheit                | Mischa                  | Película para televisión |
| 2024–presente | Maxton Hall                     | James Mortimer Beaufort | Protagonista             |

## Vida personal

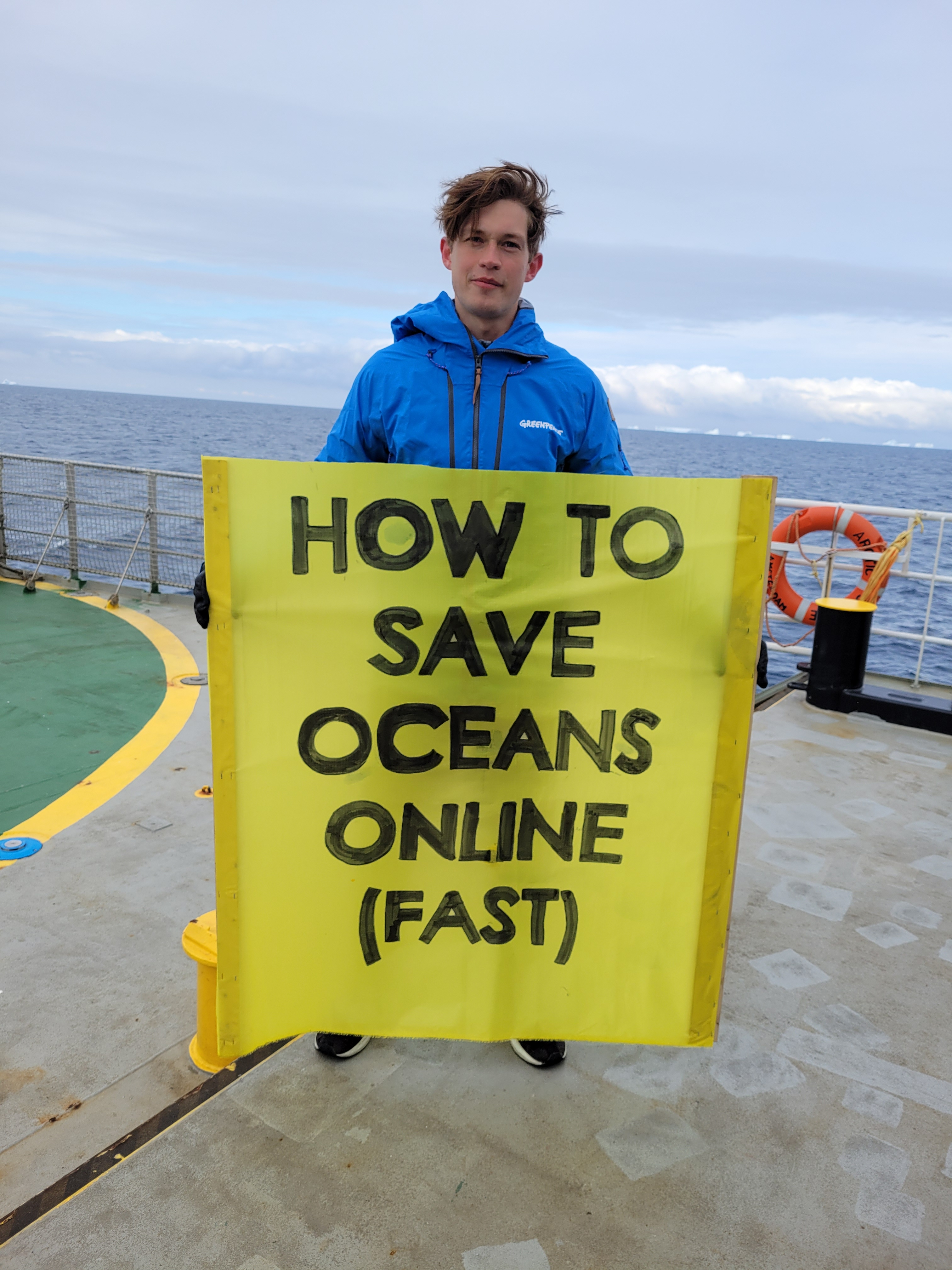
Hardung en el MV Arctic Sunrise, sosteniendo una pancarta en referencia al título de la serie How to Sell Drugs Online (Fast)

Durante la pandemia de COVID-19 fue personal sanitario durante la campaña de vacunación. Activista de Greenpeace contra el cambio climático, realizó una visita a la Antártida en 2022.